# NGC 900
NGC 900 ist eine Linsenförmige Galaxie vom Hubble-Typ S0 im Sternbild Widder auf der Ekliptik. Sie ist schätzungsweise 439 Millionen Lichtjahre von der Milchstraße entfernt und hat einen Durchmesser von etwa 140.000 Lj.
Im selben Himmelsareal befinden sich u. a. die Galaxien NGC 901, NGC 903, NGC 904, NGC 915.
Das Objekt wurde am 5. September 1864 von Albert Marth mithilfe eines 48-Zoll-Teleskops entdeckt.